# 貝爾島
80°00′24″N 49°15′49″E / 80.00667°N 49.26361°E

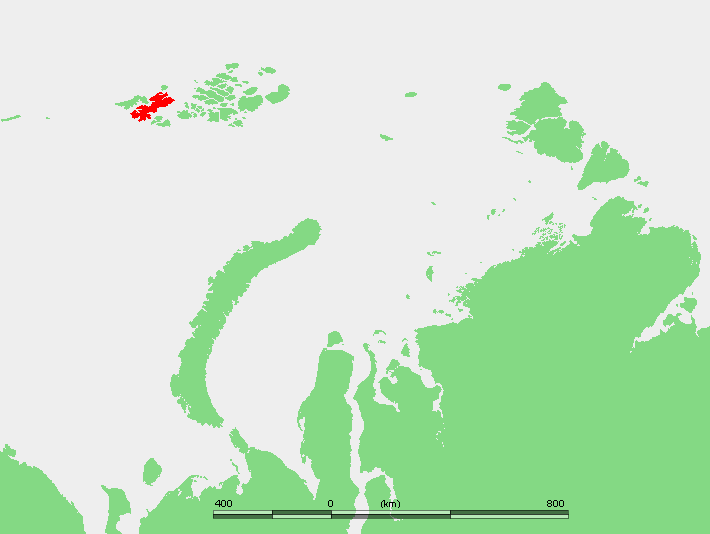
贝尔岛位于图中红色的喬治地島的南边

貝爾島（俄语：Остров Белл）是俄羅斯的島嶼，屬於法蘭士約瑟夫地群島的一部分，位於喬治地島東南面，由阿爾漢格爾斯克州負責管轄，面積191平方公里，最高點海拔高度343米。因为该岛形状似铃，因此发现该岛的英国冒险家将其命名为。在其东南面为梅伊別爾島。